# Ariano Irpino
Ariano Irpino és un municipi italià, situat a la regió de Campània i a la província d'Avellino. L'any 2024 tenia 20.690 habitants. Limita amb els municipis d'Apice (BN), Castelfranco in Miscano (BN), Flumeri, Greci, Grottaminarda, Melito Irpino, Montecalvo Irpino, Monteleone di Puglia (FG), Savignano Irpino, Villanova del Battista i Zungoli.

## Administració
| Període   | Identitat           | Partit      |
| --------- | ------------------- | ----------- |
| 2009-2014 | Antonio Mainiero    | Centredreta |
| 2014-     | Domenico Gambacorta | Centredreta |